# Brestovitsa (Roese)
Brestovitsa (Bulgaars: Брестовица) is een dorp in het noorden van Bulgarije. Zij is gelegen in de gemeente Borovo, oblast Roese en ligt 218 kilometer ten noordoosten van Sofia. 

## Bevolking
In de eerste telling van 1934 registreerde het dorp 1066 inwoners. Dit aantal nam toe tot 1068 personen in 1946. Sindsdien neemt het inwoneraantal echter drastisch af. Op 31 december 2020 werden er 204 inwoners geteld.
| Bevolkingsontwikkeling tussen 1934 en 2020          |
| --------------------------------------------------- |
|                                                     |
| Bron: Nationaal Statistisch Instituut van Bulgarije |

Van de 269 inwoners reageerden er 268 op de optionele volkstelling van 2011. Zo’n 247 personen identificeerden zichzelf als etnische Bulgaren (92%), gevolgd door 17 Bulgaarse Turken (6%).
| Etnische samenstelling van de respondenten (2011) | Etnische samenstelling van de respondenten (2011) | Etnische samenstelling van de respondenten (2011) | Etnische samenstelling van de respondenten (2011) | Etnische samenstelling van de respondenten (2011) |
| ------------------------------------------------- | ------------------------------------------------- | ------------------------------------------------- | ------------------------------------------------- | ------------------------------------------------- |
|                                                   |                                                   |                                                   |                                                   |                                                   |
| Bulgaren                                          | Bulgaren                                          |                                                   | 92,2%                                             | 92,2%                                             |
| Turken                                            | Turken                                            |                                                   | 6,3%                                              | 6,3%                                              |
| Roma                                              | Roma                                              |                                                   | 0,0%                                              | 0,0%                                              |
| Anders/Onbekend                                   | Anders/Onbekend                                   |                                                   | 1,5%                                              | 1,5%                                              |

In februari 2011 telde het dorp 269 inwoners, waarvan 37 inwoners tussen de 0-14 jaar oud (14%), 148 inwoners tussen de 15-64 jaar (55%) en 84 inwoners van 65 jaar of ouder (31%).

## Geboren
- Vanja Gesjeva-Tsvetkova (1960), kanovaarster

Batin · Borovo · Brestovitsa · Ekzarch Josif · Gorno Ablanovo · Obretenik · Volovo